# Kai Trier
Kaj "Kai" Laurentius Emmanuel Trier Klavill (14. september 1902 i Odense – 18. februar 1990 i Haderslev) var en dansk maler. 
Kai Trier stod i malerlære i Esbjerg 1916 og gik på teknisk skole og på malerskole i Esbjerg 1918-19. Fra ca. 1933 gik han efter opfordring fra Aksel Jørgensen på Kunstakademiets grafiske skole og på freskoskolen (Elof Risebye) 1954. Han var på École du Louvre, Paris 1938. Han modtog Haderslev Bys Legat i 1936. 
Han blev i 1925 gift med væversken Bodil Sophie Winkel i Haderslev, hvor Trier havde bopæl. Kai Trier havde ophold i Paris i 1938, hvor han blev påvirket af Marcel Gromaire, samt i Østrig, Rom og Firenze i 1939, men måtte dog rejse tilbage til Danmark som følge af udbruddet af Anden Verdenskrig. 
Tilknytning til Aluminia/Den Kongelige Porcelænsfabrik (Royal Copenhagen).